# برحليون
برحليون هي قرية لبنانية من قرى قضاء بشري في محافظة الشمال.